# Ярошівка (Звенигородський район)

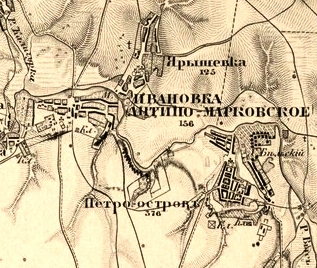
Ярошівка на військово-топографічній карті 1869 року

Ярошівка — село в Україні, в Мокрокалигірській сільській громаді Звенигородського району Черкаської області. Населення — 1823 особи.
Село розташоване в долині Великої Висі, за 33 км від районного центру.

## Історія
1869 року в селі Ярошівка налічувалось 123 двори.
30 січня 1920 року під час Зимового походу Кінний полк Чорних Запорожців Армії УНР, що зупинився у сусідньому Петроострові, поповнив у Ярошівці, де була цукроварня, запаси цукру.

## Постаті
- Солонар Максим Володимирович (1994—2014) — солдат Збройних сил України, учасник війни на сході України.
- Чабаненко Михайло Анатолійович (1991—2022) — старший сержант Збройних Сил України, учасник російсько-української війни, що загинув під час російського вторгнення в Україну, Герой України з удостоєнням ордена «Золота Зірка» (2023, посмертно).